# Gennes (Doubs)
Gennes is een gemeente in het Franse departement Doubs (regio Bourgogne-Franche-Comté) en telt 632 inwoners (2004). De plaats maakt deel uit van het arrondissement Besançon.

## Geografie
De oppervlakte van Gennes bedraagt 7,2 km², de bevolkingsdichtheid is 87,8 inwoners per km².

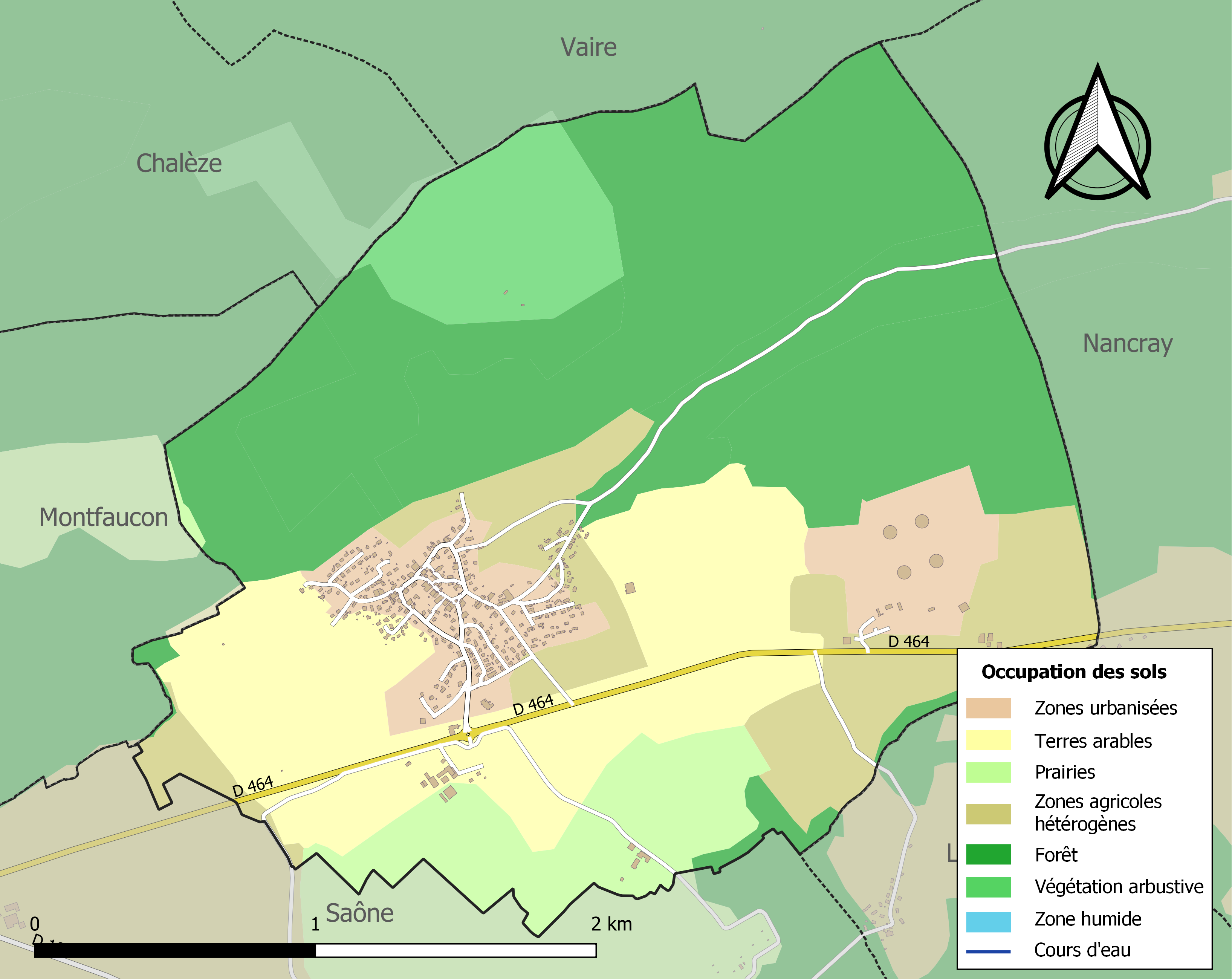
Kaart van de gemeente met de belangrijkste infrastructuur, bodemgebruik en omliggende gemeenten

## Demografie
Onderstaande figuur toont het verloop van het inwonertal (bron: INSEE-tellingen).